# Bjarni Guðjónsson
Bjarni Eggerts Guðjónsson (* 26. Februar 1979 in Akranes) ist ein ehemaliger isländischer Fußballspieler und heutiger Trainer.

## Verein
Er begann seine Karriere bei ÍA Akranes in Island. 1997 wechselte er für 500.000 Pfund zu Newcastle United, schaffte es aber nicht in die erste Mannschaft und wechselte ein Jahr später zum KRC Genk nach Belgien, wo auch sein Bruder Thordur spielte. 2000 wechselte er wieder zurück nach England, dort spielte er fortan für Stoke City. Stoke bezahlte 250.000 Pfund Ablöse.
2003 wechselte er ablösefrei zum VfL Bochum, und spielte dort wieder mit seinem Bruder in einem Team. Für Bochum brachte er es aber nur auf 4 Bundesligaeinsätze und wurde an Coventry City ausgeliehen. Die darauffolgenden Jahre verbrachte er wieder in England bei Plymouth Argyle, die ihn ablösefrei unter Vertrag nahmen. 2006 wechselte er zurück zu seinem Heimatverein ÍA Akranes und von 2008 bis 2013 spielte er für KR Reykjavík, ehe er dort seine Karriere beendete.

## Nationalmannschaft
Er debütierte 1997 in einem Freundschaftsspiel gegen die Slowakei für Island, als er gegen Helgi Sigurðsson eingewechselt wurde. Er bestritt insgesamt 20 Länderspiele und erzielte einen Treffer.

## Trainer
In der Saison 2014 war er Trainer von Fram Reykjavík und 2015 bis 2016 bei KR Reykjavík. Die zweite Jahreshälfte der Saison 2017 arbeitete er als Co-Trainer von Víkingur Reykjavík und seit Anfang 2018 ist er in gleicher Position bei KR Reykjavík.
| Personendaten    | Personendaten                                |
| ---------------- | -------------------------------------------- |
| NAME             | Bjarni Guðjónsson                            |
| ALTERNATIVNAMEN  | Bjarni Eggert Guðjónsson; Guðjónsson, Bjarni |
| KURZBESCHREIBUNG | isländischer Fußballspieler                  |
| GEBURTSDATUM     | 26. Februar 1979                             |
| GEBURTSORT       | Akranes                                      |